# F Sharp
|  | El títol d'aquest article és incorrecte a causa de limitacions tècniques. El títol correcte de l'article és F#. |

F# o F Sostingut, en anglès F Sharp és un llenguatge de programació multi-paradigma però amb èmfasi en la programació funcional, per a l'entorn .NET de Microsoft basat inicialment en un subconjunt de OCaml amb el qual tenia a la versió 1.0 certa compatibilitat.
El nom de F#, amb la F de programació funcional està en la línia del nom del llenguatge C#. En anglès el qualificatiu sharp a part de la significació musical d'un to més agut, també significa cantellut o esmolat referit a un ganivet, i, figurativament, intel·ligent, com a "una ment aguda", afegint un sentit d'efectivitat addicional al nom qualificat.